# Piper lindbergii
Piper lindbergii är en pepparväxtart som beskrevs av C. Dc.. Piper lindbergii ingår i släktet Piper och familjen pepparväxter. Inga underarter finns listade i Catalogue of Life.